# Olla de carne
La olla de carne es una Sopa tradicional de Costa Rica, que consta de un caldo con carne en trozos pequeños a medianos y abundantes verduras. Es un platillo tradicional costarricense usado mayormente para consumir en el almuerzo o comida de mediodía.  También se menciona en el famoso libro de  Don Quijote de la Mancha un platillo similar llamado olla podrida, que no significaba podredumbre si no olla poderida o poderosa, por lo alimenticia que resultaba. 
Se piensa que al llegar a Costa Rica se modificó y se le agregaron los ingredientes que estuvieran a mano o que eran autóctonos del país, por lo que es preparada hace más de 100 años. En otros países existen variaciones similares, como el sancocho.

## Ingredientes

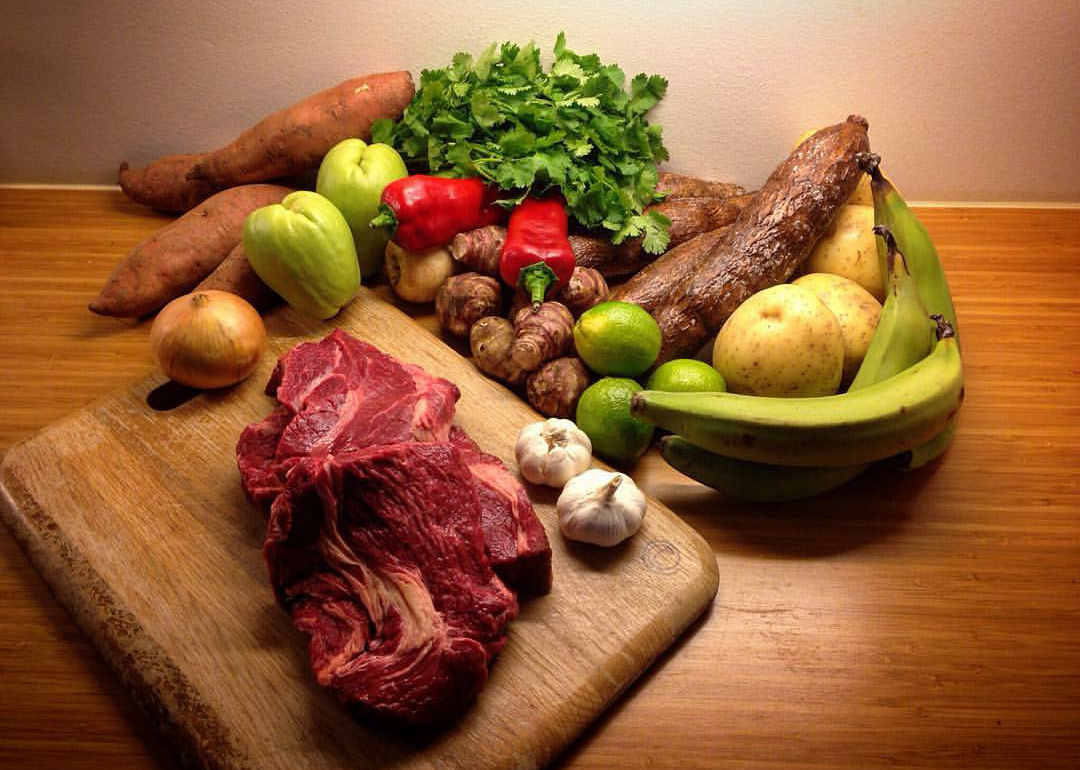
Ingredientes para preparar la olla de carne.

Tradicionalmente se le agregan los siguientes ingredientes:
- Yuca (mandioca, casava o casabe)
- Papa (o patata)
- Chayote (chayota , tayota, guatilla o guatila)
- Tacacos, aunque no son imprescindibles
- Zanahoria
- Plátano verde y/o maduro
  - También guineos
- Ayote (auyama, calabacín, pipián, purú, sapuyo, vitoriera o zapallo)
- Elotes (mazorca, choclo o jojoto)
- Camote (boniato, batata o papa dulce)
- Tiquizque y malanga (macal, oreja de elefante, mafafa, macabo, mangarás, mangará-mirim, mangareto, mangarito, taioba, yautia, chonque, aro o yaro)
- Ñampí (taro, pituco, cará, ocumo chino, otoe, papa balusa o yautia coco)
- Carne
- Agua
- Especias

## Preparación

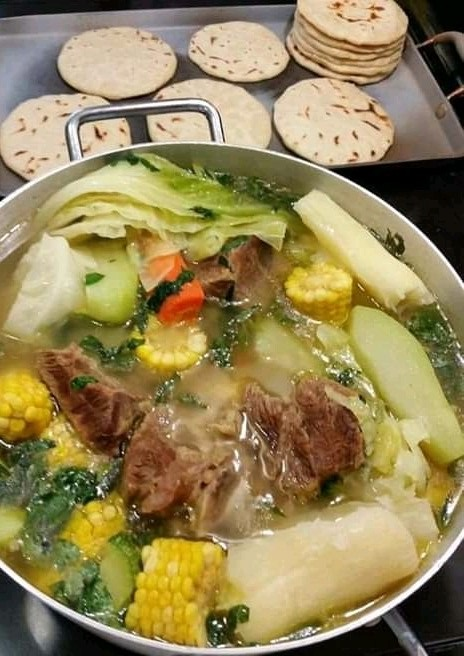
Una olla de carne.

El procedimiento de preparación tradicional es poner en una olla bien grande o espaciosa, preferiblemente una olla a presión la carne (tradicionalmente carne cesina, costilla de res, jarrete o alipego) con agua hasta cubrirla. Se agregan también especias (culantro, cebolla, sal, pimienta, orégano, apio), esto hasta que la carne esté bien suave. Luego se agregan las verduras hasta que estén bien suaves, con cuidado de que las verduras no pierdan su contextura y se deshagan en el caldo.
Este platillo es una comida completa, pero por lo general también se puede acompañar con arroz blanco, tortillas y chile picante.

## Impacto social
La olla de carne goza de mucha popularidad en los mercados centrales de cada provincia del país, el Mercado central de San José, el de Heredia y el de Alajuela son populares entre la gente de la Gran Área Metropolitana (GAM) por la preparación de este y otros platillos. Por lo general el platillo es presentado a los tres vuelcos, dividiendo las verduras en un gran plato, el caldo y la carne en un tazón y otro plato mediano con el arroz. En las casas también se utiliza mucho esta técnica. 
Durante la primera mitad del siglo XX era muy común consumirla todos los días, sin embargo, en la actualidad esa tradición se ha ido perdiendo, debido a la gran cantidad de comidas rápidas y también por la escasez de algunos de los ingredientes y el incremento en el precio de estos. Hoy en día, es más frecuente comerla los fines de semana, cuando hay más tiempo para pasar en familia y para prepararla, tendencia muy aplicada en restaurantes tradicionales.

## Curiosidades
- En Costa Rica la mayor cantidad de personas que consumieron este platillo fue un total de 600 personas en una actividad realizada por una cadena de supermercados[4]